# Dajan Hashemi
Dajan Hashemi Ghermezi (persisk: دایان هاشمی; født 21. november 2000) er en dansk fodboldspiller, der spiller angreb for Brøndby IF (kvinder) i Gjensidige Kvindeliga og Danmarks kvindefodboldlandshold.
Hun har tidligere spillet for danske Ballerup-Skovlunde Fodbold, Hammarby Fotboll (kvinder), FC Nordsjælland (kvinder) svenske Linköpings FC, U.S. Sassuolo Calcio Femminile og Brøndby IF (kvinder). Hillerød Fodbold og Snekkersten IF, i hendes ungdomsår.

## Statistik
Oversigten er opdateret til og med 4. maj 2020
| Klub           | Division        | Sæson          | Liga  | Liga | Cup   | Cup | Continental | Continental | Total | Total |
| Klub           | Division        | Sæson          | Kampe | Mål  | Kampe | Mål | Kampe       | Mål         | Kampe | Mål   |
| -------------- | --------------- | -------------- | ----- | ---- | ----- | --- | ----------- | ----------- | ----- | ----- |
| BSF            | Elitedivisionen | 2017–18        | 24    | 2    | 0     | 0   | —           | —           | 24    | 2     |
| Linköping      | Damallsvenskan  | 2018           | 3     | 0    | 3     | 0   | —           | —           | 6     | 0     |
| Linköping      | Damallsvenskan  | 2019           | 6     | 0    | 0     | 0   | 2           | 0           | 8     | 0     |
| Linköping      | Total           | Total          | 9     | 0    | 3     | 0   | 2           | 0           | 14    | 0     |
| Karriere total | Karriere total  | Karriere total | 33    | 2    | 3     | 0   | 2           | 0           | 38    | 2     |